# Mickaël Pascal
Mickaël Pascal (11 de octubre de 1979) es un deportista francés que compitió en ciclismo de montaña en la disciplina de descenso. Ganó cuatro medallas en el Campeonato Mundial de Ciclismo de Montaña entre los años 1998 y 2003, y una medalla de plata en el Campeonato Europeo de Ciclismo de Montaña de 2003.

## Palmarés internacional
| Campeonato Mundial | Campeonato Mundial        | Campeonato Mundial | Campeonato Mundial |
| Año                | Lugar                     | Medalla            | Competición        |
| ------------------ | ------------------------- | ------------------ | ------------------ |
| 1998               | Mont-Sainte-Anne (Canadá) | Medalla de bronce  | Descenso           |
| 1999               | Åre (Suecia)              | Medalla de plata   | Descenso           |
| 2000               | Sierra Nevada (España)    | Medalla de bronce  | Descenso           |
| 2003               | Lugano (Suiza)            | Medalla de plata   | Descenso           |
| Campeonato Europeo |                           |                    |                    |
| Año                | Lugar                     | Medalla            | Competición        |
| 2003               | Graz (Austria)            | Medalla de plata   | Descenso           |